# Silap Inua
Dans la mythologie inuite, Silap Inua (possesseur des esprits) ou Silla (souffle, esprit) était similaire à mana ou à l'éther; l'élément primordial de tout ce qui existe, en plus de cela le souffle de la vie et la nature-même de tout mouvement. Silla contrôle tout ce qui se passe pour la vie d'un individu.
Silla est une divinité masculine du ciel, du vent et du temps. En général, elle n'est pas représentée.
Dans plusieurs traditions Silla est associée à la déesse Nunam.  

## Histoire
Selon les anthropologues, Silla serait une divinité très ancienne, bien que récemment (pendant le dernier millénaire), elle ait été supplantée par Sedna.

## Attribution
L'objet transneptunien (79360) Sila-Nunam a été nommé d'après cette divinité associée à Nunam.